# Oscar/Beste visuelle Effekte
Mit dem Oscar für die besten visuellen Effekte werden die Effektkünstler eines Films geehrt. Bis 1963 wurde dieser Preis für die besten Spezialeffekte verliehen, seit 1964 speziell für visuelle Effekte (parallel zur Kategorie Bester Tonschnitt).
| Statistik                                                 |                                   |
| Am häufigsten honorierter Visual Effects Artist           | Dennis Muren (8 Siege)            |
| Am häufigsten nominierter Visual Effects Artist           | Dennis Muren (15 Nominierungen)   |
| Am häufigsten nominierter Visual Effects Artist ohne Sieg | Nathan Levinson (7 Nominierungen) |

In unten stehender Tabelle sind die Preisträger nach dem Jahr der Verleihung gelistet.

## 1940–1950
| Jahr | Preisträger                                                                                          | für den Film                | Nominierungen |
| 1940 | Fred Sersen Edmund H. Hansen                                                                         | Nacht über Indien           | Jack Cosgrove, Fred Albin und Arthur Johns für Vom Winde verweht Roy Davidson und Edwin C. Hahn für S.O.S. Feuer an Bord Farciot Edouart, Gordon Jennings und Loren L. Ryder für Union Pacific A. Arnold Gillespie und Douglas Shearer für Das zauberhafte Land Byron Haskin und Nathan Levinson für Günstling einer Königin Roy Seawright für Topper geht auf Reisen |
| 1941 | Lawrence W. Butler Jack Whitney                                                                      | Der Dieb von Bagdad         | Jack Cosgrove und Arthur Johns für Rebecca Paul Eagler und Thomas T. Moulton für Der Auslandskorrespondent Farciot Edouart und Gordon Jennings für Dr. Zyklop Farciot Edouart, Gordon Jennings und Loren L. Ryder für Die Hölle der Südsee John P. Fulton, Bernard B. Brown und Joe Lapis für The Boys from Syracuse John P. Fulton, Bernard B. Brown und William Hedgcock für Der Unsichtbare kehrt zurück A. Arnold Gillespie und Douglas Shearer für Der Draufgänger Byron Haskin und Nathan Levinson für Der Herr der sieben Meere R. T. Layton, Ray Binger und Thomas T. Moulton für Der lange Weg nach Cardiff Howard Lydecker, William Bradford, Bud Thackery und Herbert Norsch für Women in War Roy Seawright und Elmer Raguse für Tumak, der Herr des Urwalds Fred Sersen und Edmund H. Hansen für The Blue Bird Vernon L. Walker und John Aalberg für Die Insel der Verlorenen |
| 1942 | Farciot Edouart Gordon Jennings Louis Mesenkop                                                       | I Wanted Wings              | Lawrence W. Butler und William H. Wilmarth für Lord Nelsons letzte Liebe Farciot Edouart, Gordon Jennings und Louis Mesenkop für Aloma, die Tochter der Südsee John P. Fulton und John D. Hall für Die unsichtbare Frau A. Arnold Gillespie und Douglas Shearer für Flight Command Byron Haskin und Nathan Levinson für Der Seewolf Roy Seawright und Elmer Raguse für Topper 2 – Das Gespensterschloß Fred Sersen und Edmund H. Hansen für A Yank in the R.A.F. |
| 1943 | Farciot Edouart Gordon Jennings William L. Pereira Louis Mesenkop                                    | Piraten im karibischen Meer | Lawrence W. Butler und William H. Wilmarth für Das Dschungelbuch Jack Cosgrove, Ray Binger und Thomas T. Moulton für Der große Wurf John P. Fulton und Bernard B. Brown für Der unsichtbare Agent A. Arnold Gillespie, Warren Newcombe und Douglas Shearer für Mrs. Miniver Byron Haskin und Nathan Levinson für Sabotageauftrag Berlin Howard Lydecker und Daniel J. Bloomberg für Unternehmen Tigersprung Ronald Neame und C. C. Stevens für One of Our Aircraft Is Missing Fred Sersen, Roger Heman senior und George Leverett für Der Seeräuber Vernon L. Walker und James G. Stewart für Die Flotte bricht durch |
| 1944 | Fred Sersen Roger Heman senior                                                                       | Crash Dive                  | Farciot Edouart, Gordon Jennings und George Dutton für Mutige Frauen A. Arnold Gillespie, Donald Jahraus und Michael Steinore für Stand by for Action Hans F. Koenekamp, Rex Wimpy und Nathan Levinson für In die japanische Sonne Clarence Slifer, Ray Binger und Thomas T. Moulton für The North Star Vernon L. Walker, James G. Stewart und Roy Granville für Ohne Rücksicht auf Verluste |
| 1945 | A. Arnold Gillespie Donald Jahraus Warren Newcombe Douglas Shearer                                   | Dreißig Sekunden über Tokio | Ray Cory, Robert Wright, Russell Malmgren und Harry Kusnick für Secret Command Jack Cosgrove und Arthur Johns für Als du Abschied nahmst Paul Detlefsen, John Crouse und Nathan Levinson für Die Abenteuer Mark Twains Farciot Edouart, Gordon Jennings und George Dutton für Dr. Wassells Flucht aus Java Fred Sersen und Roger Heman senior für Wilson Vernon L. Walker, James G. Stewart und Roy Granville für Days of Glory |
| 1946 | John P. Fulton Arthur Johns                                                                          | Der Wundermann              | Lawrence W. Butler und Ray Bomba für 1001 Nacht Jack Cosgrove für Ich kämpfe um dich A. Arnold Gillespie, Donald Jahraus, Robert MacDonald und Michael Steinore für Schnellboote vor Bataan Fred Sersen, Sol Halperin, Roger Heman senior und Harry M. Leonard für Die tollkühnen Abenteuer des Captain Eddie |
| 1947 | Tom Howard                                                                                           | Geisterkomödie              | William C. McGann und Nathan Levinson für Die große Lüge |
| 1948 | A. Arnold Gillespie Warren Newcombe Douglas Shearer Michael Steinore                                 | Taifun                      | Farciot Edouart, Devereaux Jennings, Gordon Jennings, W. Wallace Kelley, Paul K. Lerpae und George Dutton für Die Unbesiegten |
| 1949 | Paul Eagler J. McMillan Johnson Russell Shearman Clarence Slifer Charles L. Freeman James G. Stewart | Jenny                       | Ralph Hammeras, Fred Sersen, Edward Snyder und Roger Heman senior für Deep Waters |
| 1950 | Merian C. Cooper Ernest B. Schoedsack                                                                | Panik um King Kong          | Walter Wanger und Stuart Heisler für Tulsa |

## 1951–1960
| Jahr | Preisträger                                       | für den Film                 | Nominierungen |
| 1951 | Lee Zavitz                                        | Endstation Mond              | Paul K. Lerpae, Gordon Jennings und Devereaux Jennings für Samson und Delilah                                    |
| 1952 | Gordon Jennings                                   | Der jüngste Tag              | |
| 1953 | –                                                 | Schiff ohne Heimat           | |
| 1954 | Gordon Jennings                                   | Kampf der Welten             | |
| 1955 | John Hench Joshua Meador                          | 20.000 Meilen unter dem Meer | Ray Kellogg für Inferno Warner Bros. für Formicula                                                               |
| 1956 | John P. Fulton                                    | Die Brücken von Toko-Ri      | George Blackwell und Gilbert Taylor für Mai 1943 – Die Zerstörung der Talsperren Ray Kellogg für Der große Regen |
| 1957 | John P. Fulton                                    | Die zehn Gebote              | A. Arnold Gillespie, Irving G. Ries und Wesley C. Miller für Alarm im Weltall                                    |
| 1958 | Walter Rossi                                      | Duell im Atlantik            | Louis Lichtenfield für Lindbergh – Mein Flug über den Ozean                                                      |
| 1959 | Tom Howard                                        | Der kleine Däumling          | A. Arnold Gillespie und Harold Humbrock für Torpedo los!                                                         |
| 1960 | A. Arnold Gillespie Robert MacDonald Milo B. Lory | Ben Hur                      | L. B. Abbott, James B. Gordon und Carlton W. Faulkner für Die Reise zum Mittelpunkt der Erde                     |

## 1961–1970
| Jahr | Preisträger                                   | für den Film              | Nominierungen                                                                              |
| 1961 | Gene Warren Tim Baar                          | Die Zeitmaschine          | Augie Lohman für Höllenfahrt                                                               |
| 1962 | Bill Warrington Chris Greenham                | Die Kanonen von Navarone  | Robert A. Mattey und Eustace Lycett für Der fliegende Pauker                               |
| 1963 | Robert MacDonald Jacques Maumont              | Der längste Tag           | A. Arnold Gillespie und Milo B. Lory für Meuterei auf der Bounty                           |
| 1964 | Emil Kosa junior                              | Cleopatra                 | Ub Iwerks für Die Vögel                                                                    |
| 1965 | Peter Ellenshaw Hamilton Luske Eustace Lycett | Mary Poppins              | Jim Danforth für Der mysteriöse Dr. Lao                                                    |
| 1966 | John Stears                                   | Feuerball                 | J. McMillan Johnson für Die größte Geschichte aller Zeiten                                 |
| 1967 | Art Cruickshank                               | Die phantastische Reise   | Linwood G. Dunn für Hawaii                                                                 |
| 1968 | L. B. Abbott                                  | Doktor Dolittle           | Howard A. Anderson und Albert Whitlock für Tobruk                                          |
| 1969 | Stanley Kubrick                               | 2001: Odyssee im Weltraum | Hal Millar und J. McMillan Johnson für Eisstation Zebra                                    |
| 1970 | Robbie Robertson                              | Verschollen im Weltraum   | Eugène Lourié und Alex Weldon für Krakatoa – Das größte Abenteuer des letzten Jahrhunderts |

## 1971–1980
| Jahr | Preisträger | für den Film | Nominierungen |
| 1971 | A. D. Flowers L. B. Abbott | Tora! Tora! Tora! | Alex Weldon für Patton – Rebell in Uniform |
| 1972 | Alan Maley Eustace Lycett Danny Lee | Die tollkühne Hexe in ihrem fliegenden Bett | Jim Danforth und Roger Dicken für Als Dinosaurier die Erde beherrschten |
| 1973 | Preis in dieser Kategorie nicht vergeben – Special Achievement Award an L. B. Abbott und A. D. Flowers für die visuellen Effekte in Die Höllenfahrt der Poseidon | Preis in dieser Kategorie nicht vergeben – Special Achievement Award an L. B. Abbott und A. D. Flowers für die visuellen Effekte in Die Höllenfahrt der Poseidon | Preis in dieser Kategorie nicht vergeben – Special Achievement Award an L. B. Abbott und A. D. Flowers für die visuellen Effekte in Die Höllenfahrt der Poseidon |
| 1974 | Preis in dieser Kategorie nicht vergeben | Preis in dieser Kategorie nicht vergeben | Preis in dieser Kategorie nicht vergeben |
| 1975 | Preis in dieser Kategorie nicht vergeben – Special Achievement Award an Frank Brendel, Glen Robinson und Albert Whitlock für die visuellen Effekte in Erdbeben | Preis in dieser Kategorie nicht vergeben – Special Achievement Award an Frank Brendel, Glen Robinson und Albert Whitlock für die visuellen Effekte in Erdbeben | Preis in dieser Kategorie nicht vergeben – Special Achievement Award an Frank Brendel, Glen Robinson und Albert Whitlock für die visuellen Effekte in Erdbeben |
| 1976 | Preis in dieser Kategorie nicht vergeben – Special Achievement Award an Albert Whitlock und Glen Robinson für die visuellen Effekte in Die Hindenburg | Preis in dieser Kategorie nicht vergeben – Special Achievement Award an Albert Whitlock und Glen Robinson für die visuellen Effekte in Die Hindenburg | Preis in dieser Kategorie nicht vergeben – Special Achievement Award an Albert Whitlock und Glen Robinson für die visuellen Effekte in Die Hindenburg |
| 1977 | Preis in dieser Kategorie nicht vergeben – Special Achievement Award an Carlo Rambaldi, Glen Robinson und Frank Van der Veer für die visuellen Effekte in King Kong und an L. B. Abbott, Glen Robinson und Matthew Yuricich für die visuellen Effekte in Flucht ins 23. Jahrhundert | Preis in dieser Kategorie nicht vergeben – Special Achievement Award an Carlo Rambaldi, Glen Robinson und Frank Van der Veer für die visuellen Effekte in King Kong und an L. B. Abbott, Glen Robinson und Matthew Yuricich für die visuellen Effekte in Flucht ins 23. Jahrhundert | Preis in dieser Kategorie nicht vergeben – Special Achievement Award an Carlo Rambaldi, Glen Robinson und Frank Van der Veer für die visuellen Effekte in King Kong und an L. B. Abbott, Glen Robinson und Matthew Yuricich für die visuellen Effekte in Flucht ins 23. Jahrhundert |
| 1978 | John Stears John Dykstra Richard Edlund Grant McCune Robert Blalack | Krieg der Sterne | Roy Arbogast, Douglas Trumbull, Matthew Yuricich, Gregory Jein und Richard Yuricich für Unheimliche Begegnung der dritten Art |
| 1979 | Preis in dieser Kategorie nicht vergeben – Special Achievement Award an Les Bowie, Colin Chilvers, Denys Coop, Roy Field, Derek Meddings und Zoran Perisic für die visuellen Effekte in Superman                                                                                    | Preis in dieser Kategorie nicht vergeben – Special Achievement Award an Les Bowie, Colin Chilvers, Denys Coop, Roy Field, Derek Meddings und Zoran Perisic für die visuellen Effekte in Superman                                                                                    | Preis in dieser Kategorie nicht vergeben – Special Achievement Award an Les Bowie, Colin Chilvers, Denys Coop, Roy Field, Derek Meddings und Zoran Perisic für die visuellen Effekte in Superman |
| 1980 | HR Giger Carlo Rambaldi Brian Johnson Nick Allder Dennis Ayling | Alien – Das unheimliche Wesen aus einer fremden Welt | Peter Ellenshaw, Art Cruickshank, Eustace Lycett, Danny Lee, Harrison Ellenshaw und Joe Hale für Das schwarze Loch William A. Fraker, A. D. Flowers und Gregory Jein für 1941 – Wo bitte geht’s nach Hollywood Derek Meddings, Paul Wilson und John Evans für James Bond 007 – Moonraker – Streng geheim Douglas Trumbull, John Dykstra, Richard Yuricich, Robert Swarthe, David K. Stewart und Grant McCune für Star Trek: Der Film |

## 1981–1990
| Jahr | Preisträger | für den Film | Nominierungen |
| 1981 | Preis in dieser Kategorie nicht vergeben – Special Achievement Award an Richard Edlund, Brian Johnson, Dennis Muren, Bruce Nicholson für die visuellen Effekte in Das Imperium schlägt zurück | Preis in dieser Kategorie nicht vergeben – Special Achievement Award an Richard Edlund, Brian Johnson, Dennis Muren, Bruce Nicholson für die visuellen Effekte in Das Imperium schlägt zurück | Preis in dieser Kategorie nicht vergeben – Special Achievement Award an Richard Edlund, Brian Johnson, Dennis Muren, Bruce Nicholson für die visuellen Effekte in Das Imperium schlägt zurück       |
| 1982 | Richard Edlund Joe Johnston Bruce Nicholson Kit West | Jäger des verlorenen Schatzes | Brian Johnson, Dennis Muren, Ken Ralston, Phil Tippett für Der Drachentöter |
| 1983 | Dennis Muren Carlo Rambaldi Kenneth F. Smith | E.T. – Der Außerirdische | David Dryer, Douglas Trumbull, Richard Yuricich für Blade Runner Richard Edlund, Michael Wood, Bruce Nicholson für Poltergeist                                                                      |
| 1984 | Preis in dieser Kategorie nicht vergeben – Special Achievement Award an Richard Edlund, Dennis Muren, Ken Ralston, Phil Tippett für die visuellen Effekte in Die Rückkehr der Jedi-Ritter     | Preis in dieser Kategorie nicht vergeben – Special Achievement Award an Richard Edlund, Dennis Muren, Ken Ralston, Phil Tippett für die visuellen Effekte in Die Rückkehr der Jedi-Ritter     | Preis in dieser Kategorie nicht vergeben – Special Achievement Award an Richard Edlund, Dennis Muren, Ken Ralston, Phil Tippett für die visuellen Effekte in Die Rückkehr der Jedi-Ritter           |
| 1985 | George Gibbs Michael J. McAlister Dennis Muren Lorne Peterson | Indiana Jones und der Tempel des Todes | John Bruno, Richard Edlund, Chuck Gaspar, Mark Vargo für Ghostbusters – Die Geisterjäger Richard Edlund, George Jenson, Neil Krepela, Mark Stetson für 2010: Das Jahr, in dem wir Kontakt aufnehmen |
| 1986 | David Berry Scott Farrar Ralph McQuarrie Ken Ralston | Cocoon | David Allen, John Ellis, Dennis Muren, Kit West für Das Geheimnis des verborgenen Tempels Michael Lloyd, Zoran Perisic, Will Vinton, Ian Wingrove für Oz – Eine fantastische Welt                   |
| 1987 | Suzanne M. Benson John Richardson Robert Skotak Stan Winston | Aliens – Die Rückkehr | John Bruno, Richard Edlund, Bill Neil, Garry Waller für Poltergeist II – Die andere Seite Lyle Conway, Bran Ferren, Martin Gutteridge für Der kleine Horrorladen                                    |
| 1988 | Bill George Harley Jessup Dennis Muren Kenneth F. Smith | Die Reise ins Ich | Richard Greenberg, Robert M. Greenberg, Joel Hynek, Stan Winston für Predator |
| 1989 | George Gibbs Ed Jones Ken Ralston Richard Williams | Falsches Spiel mit Roger Rabbit | Brent Boates, Al Di Sarro, Richard Edlund, Thaine Morris für Stirb langsam Christopher Evans, Michael J. McAlister, Dennis Muren, Phil Tippett für Willow                                           |
| 1990 | John Bruno Dennis Muren Dennis Skotak Hoyt Yeatman | Abyss – Abgrund des Todes | John Bell, Steve Gawley, Michael Lantieri, Ken Ralston für Zurück in die Zukunft II Richard Conway, Kent Houston für Die Abenteuer des Baron Münchhausen                                            |

## 1991–2000
| Jahr | Preisträger | für den Film | Nominierungen |
| 1991 | Preis in dieser Kategorie nicht vergeben – Special Achievement Award an Eric Brevig, Rob Bottin, Tim McGovern und Alex Funke für die visuellen Effekte in Total Recall | Preis in dieser Kategorie nicht vergeben – Special Achievement Award an Eric Brevig, Rob Bottin, Tim McGovern und Alex Funke für die visuellen Effekte in Total Recall | Preis in dieser Kategorie nicht vergeben – Special Achievement Award an Eric Brevig, Rob Bottin, Tim McGovern und Alex Funke für die visuellen Effekte in Total Recall                                   |
| 1992 | Dennis Muren Stan Winston Gene Warren Jr. Robert Skotak | Terminator 2 – Tag der Abrechnung | Eric Brevig, Harley Jessup, Mark Sullivan und Michael Lantieri für Hook Mikael Salomon, Allen Hall, Clay Pinney und Scott Farrar für Backdraft – Männer, die durchs Feuer gehen                          |
| 1993 | Ken Ralston Doug Chiang Douglas Smythe Tom Woodruff Jr. | Der Tod steht ihr gut | Richard Edlund, Alec Gillis, Tom Woodruff Jr. und George Gibbs für Alien³ Michael L. Fink, Craig Barron, John Bruno und Dennis Skotak für Batmans Rückkehr                                               |
| 1994 | Dennis Muren Stan Winston Phil Tippett Michael Lantieri | Jurassic Park | Pete Kozachik, Eric Leighton, Ariel Velasco-Shaw und Gordon Baker für Nightmare Before Christmas Neil Krepela, John Richardson, John Bruno und Pamela Easley für Cliffhanger – Nur die Starken überleben |
| 1995 | Ken Ralston George Murphy Stephen Rosenbaum Allen Hall | Forrest Gump | John Bruno, Thomas L. Fisher, Jacques Stroweis und Pat McClung für True Lies – Wahre Lügen Scott Squires, Steve „Spaz“ Williams, Tom Bertino und Jon Farhat für Die Maske                                |
| 1996 | Scott E. Anderson Charles Gibson Neal Scanlan John Cox | Ein Schweinchen namens Babe | Robert Legato, Michael Kanfer, Leslie Ekker und Matt Sweeney für Apollo 13 |
| 1997 | Volker Engel Douglas Smith Clay Pinney Joe Viskocil | Independence Day | Stefen Fangmeier, John Frazier, Habib Zargarpour und Henry LaBounta für Twister Scott Squires, Phil Tippett, James Straus und Kit West für Dragonheart                                                   |
| 1998 | Robert Legato Mark A. Lasoff Thomas L. Fisher Michael Kanfer | Titanic | Dennis Muren, Stan Winston, Randy Dutra und Michael Lantieri für Vergessene Welt: Jurassic Park Phil Tippett, Scott E. Anderson, Alec Gillis und John Richardson für Starship Troopers                   |
| 1999 | Joel Hynek Nicholas Brooks Stuart Robertson Kevin Scott Mack | Hinter dem Horizont | Rick Baker, Hoyt Yeatman, Allen Hall und Jim Mitchell für Mein großer Freund Joe Richard R. Hoover, Pat McClung und John Frazier für Armageddon                                                          |
| 2000 | John Gaeta Janek Sirrs Steve Courtley Jon Thum | Matrix | John Dykstra, Jerome Chen, Henry Anderson und Eric Allard für Stuart Little John Knoll, Dennis Muren, Scott Squires und Rob Coleman für Star Wars: Episode I – Die dunkle Bedrohung                      |

## 2001–2010
| Jahr | Preisträger                                                   | für den Film                                   | Nominierungen |
| 2001 | Tim Burke Neil Corbould Rob Harvey John Nelson                | Gladiator                                      | Scott E. Anderson, Craig Hayes, Stan Parks, Scott Stokdyk für Hollow Man – Unsichtbare Gefahr Walt Conti, Stefen Fangmeier, John Frazier, Habib Zargarpour für Der Sturm                             |
| 2002 | Randall William Cook Jim Rygiel Mark Stetson Richard Taylor   | Der Herr der Ringe: Die Gefährten              | Eric Brevig, John Frazier, Edward Hirsh, Ben Snow für Pearl Harbor Scott Farrar, Michael Lantieri, Dennis Muren, Stan Winston für A.I. – Künstliche Intelligenz                                      |
| 2003 | Randall William Cook Alex Funke Joe Letteri Jim Rygiel        | Der Herr der Ringe: Die zwei Türme             | Rob Coleman, Pablo Helman, John Knoll, Ben Snow für Star Wars: Episode II – Angriff der Klonkrieger John Dykstra, John Frazier, Scott Stokdyk, Anthony LaMolinara für Spider-Man                     |
| 2004 | Randall William Cook Alex Funke Joe Letteri Jim Rygiel        | Der Herr der Ringe: Die Rückkehr des Königs    | Stefen Fangmeier, Nathan McGuinness, Robert Stromberg, Daniel Sudick für Master & Commander – Bis ans Ende der Welt Terry D. Frazee, Charles Gibson, Hal T. Hickel, John Knoll für Fluch der Karibik |
| 2005 | John Dykstra John Frazier Anthony LaMolinara Scott Stokdyk    | Spider-Man 2                                   | Tim Burke, Bill George, Roger Guyett, John Richardson für Harry Potter und der Gefangene von Askaban Andrew R. Jones, Joe Letteri, Erik Nash, John Nelson für I, Robot                               |
| 2006 | Joe Letteri Christian Rivers Richard Taylor Brian Van’t Hul   | King Kong                                      | Jim Berney, Scott Farrar, Bill Westenhofer, Dean Wright für Die Chroniken von Narnia: Der König von Narnia Randy Dutra, Pablo Helman, Dennis Muren, Daniel Sudick für Krieg der Welten               |
| 2007 | Charles Gibson Allen Hall Hal T. Hickel John Knoll            | Pirates of the Caribbean – Fluch der Karibik 2 | Neil Corbould, Richard R. Hoover, Mark Stetson, Jon Thum für Superman Returns John Frazier, Chas Jarrett, Kim Libreri, Boyd Shermis für Poseidon                                                     |
| 2008 | Michael L. Fink Ben Morris Bill Westenhofer Trevor Wood       | Der Goldene Kompass                            | Scott Benza, Russell Earl, Scott Farrar, John Frazier für Transformers John Frazier, Charles Gibson, Hal T. Hickel, John Knoll für Pirates of the Caribbean – Am Ende der Welt                       |
| 2009 | Eric Barba Craig Barron Burt Dalton Steve Preeg               | Der seltsame Fall des Benjamin Button          | Chris Corbould, Nick Davis, Paul Franklin, Tim Webber für The Dark Knight Shane Mahan, John Nelson, Ben Snow, Daniel Sudick für Iron Man                                                             |
| 2010 | Richard Baneham Andrew R. Jones Joe Letteri Stephen Rosenbaum | Avatar – Aufbruch nach Pandora                 | Matt Aitken, Robert Habros, Dan Kaufman, Peter Muyzers für District 9 Burt Dalton, Russell Earl, Roger Guyett, Paul Kavanagh für Star Trek                                                           |

## 2011–2020
| Jahr | Preisträger                                                            | für den Film                      | Nominierungen |
| 2011 | Peter Bebb Chris Corbould Paul Franklin Andrew Lockley                 | Inception                         | Nicolas Aithadi, Tim Burke, Christian Manz, John Richardson für Harry Potter und die Heiligtümer des Todes – Teil 1 Joe Farrell, Bryan Grill, Michael Owens, Stephan Trojansky für Hereafter – Das Leben danach Sean Phillips, Ken Ralston, David Schaub, Carey Villegas für Alice im Wunderland Janek Sirrs, Ben Snow, Daniel Sudick, Ged Wright für Iron Man 2                     |
| 2012 | Ben Grossmann Alex Henning Robert Legato Joss Williams                 | Hugo Cabret                       | Daniel Barrett, Dan Lemmon, Joe Letteri, R. Christopher White für Planet der Affen: Prevolution Scott Benza, Matthew Butler, Scott Farrar, John Frazier für Transformers 3 Tim Burke, Greg Butler, John Richardson, David Vickery für Harry Potter und die Heiligtümer des Todes – Teil 2 Swen Gillberg, Erik Nash, John Rosengrant, Dan Taylor für Real Steel                       |
| 2013 | Erik-Jan De Boer Donald R. Elliott Guillaume Rocheron Bill Westenhofer | Life of Pi: Schiffbruch mit Tiger | Philip Brennan, Neil Corbould, Michael Dawson, Cedric Nicolas-Troyan für Snow White and the Huntsman David Clayton, Joe Letteri, R. Christopher White, Eric Saindon für Der Hobbit: Eine unerwartete Reise Charley Henley, Martin Hill, Richard Stammers, Trevor Wood für Prometheus – Dunkle Zeichen Janek Sirrs, Daniel Sudick, Jeff White, Guy Williams für Marvel’s The Avengers |
| 2014 | Neil Corbould Chris Lawrence Dave Shirk Tim Webber                     | Gravity                           | Tim Alexander, Gary Brozenich, John Frazier, Edson Williams für Lone Ranger David Clayton, Joe Letteri, Eric Reynolds, Eric Saindon für Der Hobbit: Smaugs Einöde Burt Dalton, Ben Grossmann, Roger Guyett, Patrick Tubach für Star Trek Into Darkness Erik Nash, Daniel Sudick, Christopher Townsend, Guy Williams für Iron Man 3                                                   |
| 2015 | Scott Fisher Paul Franklin Ian Hunter Andrew Lockley                   | Interstellar                      | Nicolas Aithadi, Stéphane Ceretti, Paul Corbould, Jonathan Fawkner für Guardians of the Galaxy Daniel Barrett, Dan Lemmon, Joe Letteri, Erik Winquist für Planet der Affen: Revolution Tim Crosbie, Lou Pecora, Richard Stammers, Cameron Waldbauer für X-Men: Zukunft ist Vergangenheit Dan DeLeeuw, Russell Earl, Bryan Grill, Dan Sudick für The Return of the First Avenger      |
| 2016 | Mark Ardington Sara Bennett Paul Norris Andrew Whitehurst              | Ex Machina                        | Chris Corbould, Roger Guyett, Paul Kavanagh, Neal Scanlan für Star Wars: Das Erwachen der Macht Andrew Jackson, Dan Oliver, Andy Williams, Tom Wood für Mad Max: Fury Road Anders Langlands, Chris Lawrence, Richard Stammers, Steven Warner für Der Marsianer – Rettet Mark Watney Richard McBride, Matt Shumway, Jason Smith, Cameron Waldbauer für The Revenant – Der Rückkehrer  |
| 2017 | Andrew R. Jones Robert Legato Dan Lemmon Adam Valdez                   | The Jungle Book                   | Jason Billington, Burt Dalton, Craig Hammack, Jason Snell für Deepwater Horizon Richard Bluff, Stéphane Ceretti, Vincent Cirelli, Paul Corbould für Doctor Strange Neil Corbould, Hal T. Hickel, John Knoll, Mohen Leo für Rogue One: A Star Wars Story Steve Emerson, Oliver Jones, Brian McLean, Brad Schiff für Kubo – Der tapfere Samurai                                        |
| 2018 | Richard R. Hoover Paul Lambert Gerd Nefzer John Nelson                 | Blade Runner 2049                 | Daniel Barrett, Dan Lemmon, Joe Letteri, Joel Whist für Planet der Affen: Survival Scott Benza, Mike Meinardus, Stephen Rosenbaum, Jeff White für Kong: Skull Island Chris Corbould, Ben Morris, Mike Mulholland, Neal Scanlan für Star Wars: Die letzten Jedi Jonathan Fawkner, Dan Sudick, Christopher Townsend, Guy Williams für Guardians of the Galaxy Vol. 2                   |
| 2019 | Ian Hunter Paul Lambert Tristan Myles J.D. Schwalm                     | Aufbruch zum Mond                 | Rob Bredow, Neal Scanlan, Patrick Tubach, Dominic Tuohy für Solo: A Star Wars Story Matthew E. Butler, Grady Cofer, Roger Guyett, Dave Shirk für Ready Player One Chris Corbould, Michael Eames, Theo Jones, Christopher Lawrence für Christopher Robin Dan DeLeeuw, Russell Earl, Kelly Port, Daniel Sudick für Avengers: Infinity War                                              |
| 2020 | Greg Butler Guillaume Rocheron Dominic Tuohy                           | 1917                              | Matt Aitken, Dan DeLeeuw, Russell Earl, Dan Sudick für Avengers: Endgame Leandro Estebecorena, Stephane Grabli, Pablo Helman, Nelson Sepulveda-Fauser für The Irishman Roger Guyett, Neal Scanlan, Patrick Tubach, Dominic Tuohy für Star Wars: Der Aufstieg Skywalkers Andrew R. Jones, Robert Legato, Elliot Newman, Adam Valdez für Der König der Löwen                           |

## 2021–2030
| Jahr | Preisträger                                                     | für den Film             | Nominierungen |
| ---- | --------------------------------------------------------------- | ------------------------ | --- |
| 2021 | Andrew Jackson David Lee Andrew Lockley Scott Fisher            | Tenet                    | Nick Davis, Greg Fisher, Ben Jones und Santiago Colomo Martinez für Der einzig wahre Ivan Sean Andrew Faden, Anders Langlands, Seth Maury und Steve Ingram für Mulan Matthew Kasmir, Chris Lawrence, Max Solomon und David Watkins für The Midnight Sky Matt Sloan, Genevieve Camilleri, Matt Everitt und Brian Cox für Love and Monsters                                         |
| 2022 | Brian Connor Paul Lambert Tristan Myles Gerd Nefzer             | Dune                     | Chris Corbould, Jonathan Fawkner, Joel Green und Charlie Noble für Keine Zeit zu sterben Joe Farrell, Dan Oliver, Christopher Townsend und Sean Noel Walker für Shang-Chi and the Legend of the Ten Rings Scott Edelstein, Kelly Port, Dan Sudick und Chris Waegner für Spider-Man: No Way Home Swen Gillberg, Bryan Grill, Nikos Kalaitzidis und Dan Sudick für Free Guy         |
| 2023 | Richard Baneham Daniel Barrett Joe Letteri Eric Saindon         | Avatar: The Way of Water | Geoffrey Baumann, Craig Hammack, R. Christopher White, Daniel Sudick für Black Panther: Wakanda Forever Russell Earl, Dan Lemmon, Anders Langlands, Dominic Tuohy für The Batman Markus Frank, Kamil Jafar, Viktor Müller, Frank Petzold für Im Westen nichts Neues Seth Hill, Scott Fisher, Bryan Litson, Ryan Tudhope für Top Gun: Maverick                                     |
| 2024 | Tatsuji Nojima Kiyoko Shibuya Masaki Takahashi Takashi Yamazaki | Godzilla Minus One       | Theo Bialek, Stéphane Ceretti, Alexis Wajsbrot und Guy Williams für Guardians of the Galaxy Vol. 3 Simone Coco, Neil Corbould, Charley Henley und Luc-Ewen Martin-Fenouillet für Napoleon Simone Coco, Neil Corbould, Jeff Sutherland und Alex Wuttke für Mission: Impossible – Dead Reckoning Teil Eins Ian Comley, Jay Cooper, Neil Corbould und Andrew Roberts für The Creator |
| 2025 | Stephen James Paul Lambert Gerd Nefzer Rhys Salcombe            | Dune: Part Two           | Eric Barba, Daniel Macarin, Shane Mahan und Nelson Sepulveda-Fauser für Alien: Romulus Rodney Burke, Paul Story, Stephen Unterfranz und Erik Winquist für Planet der Affen: New Kingdom David Clayton, Keith Herft, Luke Millar und Peter Stubbs für Better Man – Die Robbie Williams Story Paul Corbould, Jonathan Fawkner, Pablo Helman und Dave Shirk für Wicked               |